# جونز إس. هاميلتون
جونز إس. هاميلتون (بالإنجليزية: Jones S. Hamilton)‏ هو عسكري وسياسي أمريكي، ولد في 19 أبريل 1833 في مقاطعة ويلكنسون في الولايات المتحدة، وتوفي في 21 يناير 1907 في جاكسون في الولايات المتحدة. انتخب عضو مجلس ولاية مسيسيبي.